# Грабовец (Брестская область)
Грабове́ц (бел. Грабавец) — деревня в Барановичском районе Брестской области Белоруссии. Входит в состав Великолукского сельсовета. Население — 10 человек (2023).
Согласно топонимическому словарю, в основе именования деревни лежит название древесной породы граба.

## География
Площадь деревни — 0,1182 квадратных километра. Высота над уровнем моря — 181 метр. Грабовец расположен к юго-востоку от Барановичей, вплотную примыкая к городу, в 0,5 км к западу от центра сельсовета, агрогородка Русино. Перемежается с территорией садоводческого товарищества «Грабовец», граничащего с северо-запада с аэродромом «Барановичи». К югу от деревни протекает река Копань (правый приток реки Мутвица), берущая начало в 1,1 км к востоку от деревни. Глубина водоносного горизонта — 37,5 метра.

## История
С 1577 года известна как село. На карте 1840-х годов на месте нынешней деревни — село Гробовец. По переписи 1897 года — село Ястрембельской волости Новогрудского уезда Минской губернии, действовал трактир. Согласно Рижскому мирному договору 1921 года, деревня вошла в состав гмины Ястрембель Барановичского повета Новогрудского воеводства Польши. В 1939 году присоединена к БССР. В период Великой Отечественной войны с июня 1941 года по 7 июля 1944 года находилась под немецкой оккупацией. Деревня освобождена воинами 193-й стрелковой дивизии. Недалёко от деревни в период войны находился аэродром, уничтоженный советской авиацией. За период войны было убито 38 человек и разрушено 25 домов. 
С 12 октября 1940 года — в Новомышском районе Барановичской области. 8 января 1954 года вошла в состав Брестской области, с 8 апреля 1957 года — в Барановичском районе. До 22 марта 1962 года деревня входила в состав Лавриновичского сельсовета. 

## Население
По состоянию на 1 января 2023 года в деревне проживало 10 человек в 5 хозяйствах, в том числе 2 моложе трудоспособного возраста, 6 — в трудоспособном возрасте и 2 — старше трудоспособного возраста. 
| Численность населения (по переписи) | Численность населения (по переписи) | Численность населения (по переписи) | Численность населения (по переписи) | Численность населения (по переписи) | Численность населения (по переписи) | Численность населения (по переписи) | Численность населения (по переписи) |
| 1897                                | 1909                                | 1921                                | 1939                                | 1959                                | 1999                                | 2009                                | 2019                                |
| ----------------------------------- | ----------------------------------- | ----------------------------------- | ----------------------------------- | ----------------------------------- | ----------------------------------- | ----------------------------------- | ----------------------------------- |
| 194                                 | ↗344                                | ↘222                                | ↗389                                | ↘224                                | ↘16                                 | ↗21                                 | ↘2                                  |